# Abigail
Abigail é a mulher do rico Nabal, mencionado na Bíblia. Abigail casou-se com o rei David depois da morte do primeiro marido. David desejara a morte de Nabal, mas Abigail dissuadiu-o de consumar o crime (I Samuel 25:35).